# Sierra Imeon

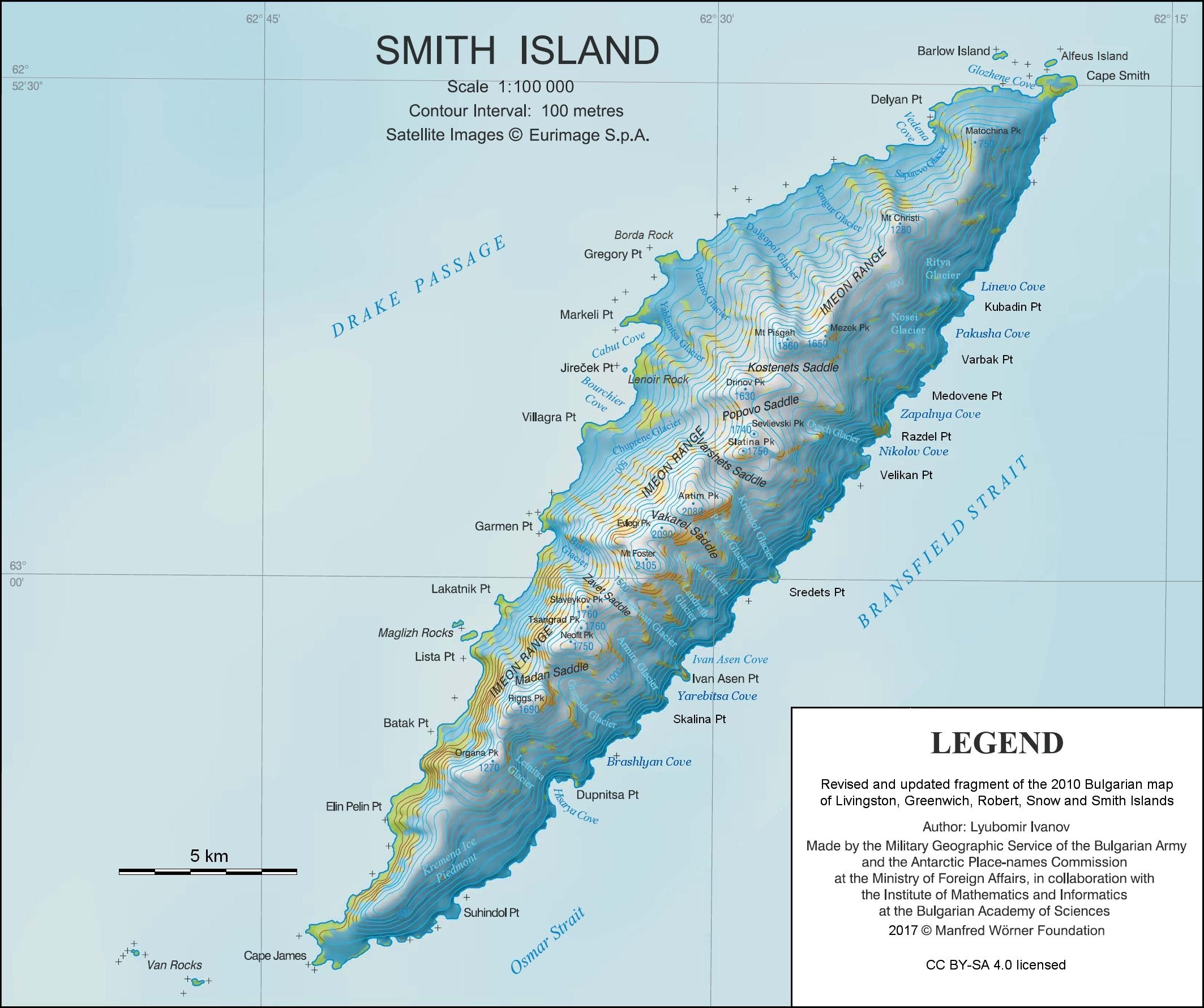
Mapa topográfico de isla Smith.

La sierra Imeon (Хребет Имеон, Hrebet Imeon en búlgaro) es una sierra (62°58′30″S 62°30′20″O / -62.97500, -62.50556) en isla Smith, que forma parte de las islas Shetland del Sur en la Antártida. Se extiende 30 km en dirección sudoeste-noreste, entre cabo James y cabo Smith, y tiene una anchura de 6,8 km. La mayor cumbre de la sierra, y también del resto del archipiélago de las islas Shetland del Sur, es monte Foster, que tiene una cima doble. El pico sur de monte Foster es el más alto (2105 m) y fue escalado por primera vez el 30 de enero de 1996 por un equipo de Nueva Zelanda dirigido por Greg Landreth. Otras cimas prominentes incluyen pico Evlogi (2090 m), pico Antim (2080 m), monte Pisgah (1860 m), pico Slaveykov (1760 m), pico Slatina (1750 m), pico Neofit (1750 m), pico Drinov (1630 m), pico Riggs (1690 m) y monte Christi (1280 m).
La sierra fue nombrado por la Comisión Búlgara para los Topónimos Antárticos y lleva el nombre del monte Imeon (hoy en día conocido como Pamir, en Hindu Kush y Tian Shan), cuyas tierras altas y valles alrededor del alto río Oxus (Amu Darya) fueron descritos como la antigua patria de los búlgaros en Ashharatsuyts, el índice de geografía armenia del siglo VII de Anania Shirakatsi.

## Mapas
- Mapa de las islas Shetland del Sur, incluida Coronation Island, &c. de la exploración de la balandra Dove en los años 1821 y 1822 por George Powell, comandante de la misma. Escala ca. 1:200000. Londres: Laurie, 1822.
- L.L. Ivanov. Antarctica: Livingston Island and Greenwich, Robert, Snow and Smith Islands. Mapa topográfico, escala 1:120000. Troyan: Manfred Wörner Foundation, 2010. ISBN 978-954-92032-9-5 (1a edición: 2009. ISBN 978-954-92032-6-4)
- South Shetland Islands: Smith and Low Islands. Mapa topográfico No. 13677, escala 1:150000. British Antarctic Survey, 2009.
- Antarctic Digital Database (ADD). Mapa topográfico de la Antártida, escala 1:250000. Scientific Committee on Antarctic Research (SCAR). Desde 1993, regularmente actualizado y actualizado.
- L.L. Ivanov. Antarctica: Livingston Island and Smith Island. Mapa topográfico, escala 1:100000. Manfred Wörner Foundation, 2017. ISBN 978-619-90008-3-0